# Coptoglossus sulcatulus
Coptoglossus sulcatulus is een keversoort uit de familie loopkevers (Carabidae). De wetenschappelijke naam van de soort is voor het eerst geldig gepubliceerd in 1869 door Chaudoir, 186.